# Драскова къща
Дра̀сковата къща (на гръцки: Αρχοντικό Δράσκα) е възрожденска къща в град Костур, Гърция.

## Местоположение
Къщата е разположена в южната традиционна махала Долца (Долцо) на улица „Капетан Лазос“ № 8, между Етнографския музей и Халацевата къща.

## История
В 1965 година сградата е обявена за паметник на културата.

## Архитектура
Сградата има два етажа, но е в много лошо състояние и се руши.